# رئیس تشکیلات خودگردان فلسطین
رئیس تشکیلات خودگردان فلسطین با نام رسمی رئیس حکومت ملی فلسطین (عربی: رئيس السلطة الوطنية الفلسطينية) بالاترین شخصیت سیاسی در تشکیلات خودگردان فلسطین است.
این منصب در پیمان اسلو تعیین شد که بر اساس آن دولت فلسطین نیز شکل گرفت و انتخاب آن از طریق رای‌گیری مستقیم مردم برای چهارسال انجام می‌شود.

## وظایف
- فرمانده کل نیروهای مسلح
- تبادل سفیر و استقبال از سفرای خارجی
- تعیین نخست‌وزیر
- می‌تواند کسی را به‌طور خاص ببخشد ولی نمی‌تواند عفو عمومی صادر کند.
- می‌تواند تصویب بودجه طی ۳۰روز را نقض کند، بشرطی که یک سوم مجلس با آن موافق باشند.
- حق ندارد به لغو قوه قضائیه امر کند و نمی‌تواند به انتخابات زودرس فراخوان بدهد.[۱]

## خالی بودن منصب
در صورت درگذشت رئیس یا در صورت استعفای وی و قبول آن توسط مجلس قانونگذاری یا در صورتیکه تشخیص داده شود که دیگر نمی‌تواند وظایفش را انجام بدهد این منصب خالی محسوب می‌شود و بایستی طی مدت زمان کمتر از ۶۰روز به یک انتخابات آزاد و مستقیم برای انتخاب رئیس‌جمهور فراخوان داد که مجلس بایستی موافقت کند.
در صورتیکه این منصب خالی باشد رئیس مجلس قانونگذاری وظایفش را انجام می‌دهد ولی این دوره نباید از ۶۰ روز بیشتر باشد و باید انتخابات مستقیم و آزاد برای انتخاب رئیس جدید برگزار کرد.